# Контрапреврат на Абдул Хамид II
Контрапревратът на Абдул Хамид II (на турски: 31 Mart Vakası или 31 Mart Olayı, Инцидентът от 31 март) е неуспешно реакционерно въстание в Цариград против възстановяването на конституционната монархия след Младотурската революция от юли 1908 г.
Започва на 13 април 1909 г. (31 март по календара Руми, използван като официален по онова време в Османската империя). Целта на преврата е да неутрализира влиянието на Комитета за единство и прогрес и да възстанови абсолютисткия монархистки режим на султан Абдул Хамид II. Събитието се счита за крайъгълен камък за турските военни и намесата им в държавната политика.
Превратът в столицата Цариград е оглавен от дервишки орден, подкрепен от въстанали военни формирования и студенти теолози, които искат възстановяването на Шериата. От своя страна султан Абдул Хамид II обещава да се съобрази с исканията им, в случай че отново поеме властта.
Младотурците, съсредоточени в Солун, съвместно с 1200 бивши дейци на ВМОРО организират поход към столицата и в кратки срокове неутрализират бунтовниците.
Абдул Хамид II е детрониран на 24 април и е заточен в Солун, а на негово място султан става Мехмед V Решад. За велик везир е назначен Ахмед Тефик паша. През 1911 г. в квартала на Истанбул Шишли е построен Паметник на свободата (Abide-i Hürriyet) в чест на загиналите в потушаването на бунта 74 войници.
След това младотурците започват нова политика в Османската империя. След като извършват смяна на трона в Истанбул, те показват истинските си намерения, като съществуващите феодални порядки практически се запазват без промяна. Оказва се, че същността на младотурската идея за „османизация“ (или „отоманизация“) се свежда до подчиняване на нетурските народности в империята. Така през 1909 г. са създадени две организации: Лига на мира и съгласието и Смесена споразумителна комисия, които активно се заемат с популяризиране на идеята за създаване на „османска нация“.